# 柳江
柳江，位于中国贵州省东部和广西壮族自治区北部，是西江第二大支流，发源于贵州省独山县，于广西象州县注入西江红水河段。干流全长751千米，流域面积58270平方千米。

## 干流概况
柳江上游称都柳江，发源于贵州省独山县尧梭乡里腊村的九十九滩，源头段又称甲劳河，东南流至基长镇议寨村经1.5千米长的地下暗河后转东北流，经水岩乡江寨村进入三都水族自治县（此段又称江寨河），三都以下始称“都柳江”。都柳江向东流经三都、榕江和从江后进入广西三江侗族自治县，在三江县老堡乡老堡口左纳古宜河（寻江）后改称融江。融江自老堡口转向南，经融安、融水和柳城，在柳城县南部的凤山镇右纳龙江后始称“柳江”。柳江东南流经柳州、鹿寨和象州县，最后沿着象州与武宣边界汇入西江红水河段。红水河纳柳江后改称黔江。柳江干流全长751公里，总落差1297米，平均比降1.7‰。其中上游都柳江河段长365千米，落差1214米，平均比降3.3‰；中游融江河段长182千米，落差47.5米，平均比降0.26‰；下游柳江河段长202公里，落差35.5米，平均比降0.18‰。
柳江是广西主要通航河流之一，上游都柳江也是贵州规划的五条主要水运出省通道之一。

## 流域概况
柳江流域面积58270平方公里，其中广西占72.1%，贵州占26.7%，湖南占1.2%。流域东以越城岭、架桥岭与湘江、桂江分界，西以凤凰山与西江（红水河段）为界，北以苗岭与贵州省内的长江水系分水。流域内地势北西高南东低，岩溶地貌发育。流域内森林植被较好，水土流失少。柳州断面平均年输沙量425万吨，平均含沙量0.11千克／立方米，属于少沙河流。
柳江流域面积大于1000平方千米的支流有龙江、寨蒿河、平江河、双江、古宜河、浪溪河、阳江、洛溪河、运江、贝江等10条，以龙江为最大。

## 社会经济
柳江流域涉及贵州、广西和湖南3个省（自治区）的34个县（市），流域是黔桂两省（自治区）少数民族聚居之地，以苗族、侗族、布依族为主。流域内总人口593万，现有耕地50万公顷。流域内贵州境内矿产资源丰富，丹寨汞矿是中国水银、朱砂主产地之一，瓮安、福泉磷矿是贵州的重要磷矿基地。柳江下游的柳州市广西的重工业基地。